# مکدرموت
مکدرموت (انگلیسی: McDermott International) شرکت مهندسی و ساخت آمریکایی است، که در سال ۱۹۲۳ توسط رالف توماس مکدرموت تأسیس شد.